# Visoki
Visoki (en ucraniano: Високий, romanizado: Vysokyi; en ruso: Высокий) es un pueblo ucraniano perteneciente al óblast de Járkov. Situado en el noreste del país, es parte del raión de Járkov y del municipio (hromada) homónimo.

## Geografía
Visoki se encuentra aproximadamente a 10 km al suroeste de Járkov.  

## Historia
Visoki se funda en 1904 como un centro de vacaciones para los empleados del Ferrocarril del Sur. En la década de 1920, la población aumentó significativamente debido a los edificios construidos principalmente por trabajadores y empleados de Járkov. 
En 1938 se le asignó el estatus de asentamiento de tipo urbano.El pueblo fue ocupado por tropas alemanas durante la Segunda Guerra Mundial entre finales de octubre de 1941 y el 29 de agosto de 1943.
Hasta el 18 de julio de 2020,  Visoki pertenecía al raión de Derjachí. El raión fue abolido en julio de 2020 como parte de la reforma administrativa de Ucrania, que redujo el número de raiones del óblast de Járkov a siete. El área del raión se incluyó en el raión de Járkov.En 2023, Visoki perdió el estatus de asentamiento de tipo urbano en la legislación ucraniana debido a la eliminación de este estatus administrativo.

## Demografía
La evolución de la población de Visoki entre 1989 y 2022 fue la siguiente:
| 13 246                                                        | 11 415 | 10 546 | 10 134 | 10 045 | 9630 |
| (Fuente: Cities & Towns of Ukraine y UKRAINE: Größere Städte) |        |        |        |        |      |

Según el censo de 2001, la lengua materna de la mayoría de los habitantes, el 71,95%, es el ucraniano; y del 27,61% es el ruso.

## Infraestructura

### Transporte
En Visoki hay cuatro estaciones de tren (Naukovi, Visoki, Zeleni Jai y Pivdenni), en la línea férrea que conecta Járkov y Sinélnikove vía Lozová y Pavlogrado. La autopista M18, que conecta Járkov con Dnipró y Zaporiyia, atraviesa el asentamiento 

## Cultura

### Deporte
En Visoki está el campo de entrenamiento del FC Metalist 1925 Járkiv.